# Fire Emblem: Thracia 776
Fire Emblem: Thracia 776 (ファイアーエムブレム　トラキア776?) es el quinto juego de la saga Fire Emblem, desarrollado por Intelligent Systems y publicado por Nintendo originalmente en la consola Super Famicom, conocida como SNES en occidente. Es el tercer y último juego de la saga que lanzarían para esta consola, ya en sus últimos meses de vida comercial. Se dotó a este juego de unos mejores gráficos respecto de sus predecesores, haciéndolos algo más realistas.
Fire Emblem: Thracia 776 está relacionado con su predecesor, Fire Emblem: Seisen no Keifu, aunque no es una secuela, sino que los hechos tienen lugar a la vez que el anterior juego. Exactamente, la historia de Thracia 776 tendría lugar entre los capítulos 5 y 9 del Seisen no Keifu en la península de Thracia, en el sureste de Jugdral. Muchos de los personajes de Seisen no Keifu también aparecen en este juego, como Leaf (el personaje principal), Fin, y Nanna; o hacen un pequeño cameo como Seliph, Julius, Julia, y Althena. Por supuesto, también hay personajes nuevos como Halvan, Othin, Lifis, Shiva, Dagdar, Machuya y Mareeta.

## Sistema de juego
Fire Emblem: Thracia 776 usa el mismo sistema de juego que Fire Emblem: Seisen no Keifu con alguna pequeña novedad. Se introduce la niebla de guerra, para la que son necesarias antorchas, así como el poder combatir en plena noche.
También se incluye el comando "Capturar", con el que nuestro personaje puede capturar un enemigo y apropiarse de su equipo. Gracias a esto, se pueden conseguir muchas armas que no se compran en tiendas, además de asegurarte de tener unas pocas más de reserva por si se gastan. También aparece el comando "Llevar", con el que se puede rescatar a un personaje "metiéndolo" dentro de otro. Es especialmente útil cuando una unidad montada lleva a una infantería para avanzar ambos más rápido.
El problema, tanto en Capturar como Llevar, es que la unidad que ejecute estos comandos ve reducida su habilidad y velocidad.
Otra característica del juego es que es el único de la saga en usar un sistema de fatiga. Cuando un personaje participa en una batalla, sus puntos de fatiga aumentan. Cuando la fatiga supera sus puntos de vida máximos, el personaje no puede participar en el siguiente capítulo. Esto hace que el jugador tenga que usar los personajes de una manera mucho más medida, y variar entre las diferentes unidades a menudo.
- Datos: Q2632064